# نوید نگهبان
نوید نگهبان (به انگلیسی: Navid Negahban) (زادهٔ ۱۲ خرداد ۱۳۴۷)، بازیگر ایرانی-آمریکایی است. اشتیاق وی به بازیگری او را به مدت هشت سال در آلمان، به گذراندن دوره مهارت‌های نمایشی مشغول نگه داشت و بعد از آن نیز به آمریکا سفر کرد و در آنجا با بازی در طیف گسترده‌ای از نقش‌های تلویزیونی، فیلم و تئاتر، پایه‌های حرفه‌ای خود را در زمینه بازیگری محکم‌تر کرد و سپس با ایفای نقش در چند فیلم هالیوودی، به عنوان یکی از بازیگران ایرانی-آمریکایی هالیوود مطرح گردید.

## فعالیت‌های هنری
نوید، کارنامه کاری اش را با بر عهده گرفتن نقش اصلی در فیلم مطرح سنگسار ثریا م، نقش مکمل در برادران با توبی مگوایر به کارگردانی جیم شریدان، آبی پودر با جسیکا بیل و فارست ویتاکر و نقش مقابل تام هنکس در جنگ چارلی ویلسون به کارگردانی مایک نیکولز، به چشمگیرترین نقطه اوج اش رساند. از فعالیت‌های تلویزیونی وی، ایفای نقش در فصل هشتم سریال ۲۴، سریال لاست، سی اس آی: میامی، فرینج، قانون و نظم، امور پنهان، ان‌سی‌آی‌اس: لس‌آنجلس و فصل دوم سریال لژیون (مجموعه تلویزیونی) هستند. از کارهای اخیر او می‌توان، نقش دکتر رابرت استدلر در اطلس شورید: قسمت اول و همچنین بازی در فیلم قدرت چند نفر در مقابل کریستوفر واکن و کریستین اسلتر را نام برد. ناگفته نماند که یکی از درخشان‌ترین نقش‌آفرینی‌های وی، نقش ابونظیر در سریال مطرح میهن در کنار دامیان لوئیس و کلیر دینز است. از فعالیت‌های اخیر وی، بازی در فیلم تک تیرانداز: شبح تیرانداز محصول ۲۰۱۶ به کارگردانی دان مایکل پال است. وی همچنین در فصل دوم سریال پیکان نقش آفرینی کرده‌است. (قسمت پنجم) و همچنین ایفا کردن نقش ویولن اصلی سریال legion در فصل دوم این سریال که در سال ۲۰۱۸ پخش می‌شد. وی همچنین در بازی ندای وظیفه: جنگ سرد بلک اپس  صدا گذاری شخصیت پرسیوس جاسوس روسی را بر عهده دارد.البته تا گفته نماند که او در فیلم ۱۲ نیرومند نیز در نقش ژنرال دوستم در کنار کریس همسورث خوش درخشید و از دیگر افتخارات وی محسوب میشود.

## بخشی از فیلم‌شناسی
- قندهار - ۲۰۲۳
- تهران - ۲۰۲۰
- ندای وظیفه: جنگ سرد بلک اپس _ ۲۰۲۰
- علاءالدین - ۲۰۱۹
- ۱۲ نیرومند - ۲۰۱۸
- آدم‌کش آمریکایی - ۲۰۱۷
- تک تیرانداز: شبح تیرانداز - ۲۰۱۶
- جیمی وست‌وود: قهرمان آمریکایی - ۲۰۱۶
- بابا جون - ۲۰۱۵
- میهن (مجموعه تلویزیونی) در نقش ابونظیر
- مظنون (مجموعه تلویزیونی) - ۲۰۱۴
- تک تیرانداز آمریکایی - ۲۰۱۴
- سریال ۲۴ در نقش معاون پرزیدنت حسن
- برادران - ۲۰۰۹
- سنگسار ثریا م. - ۲۰۰۸
- جنگ چارلی ویلسون - ۲۰۰۷
- شکسته-۲۰۰۶
- سریال لژیون در نقش اماهل فاروق یا شدو کینگ •  ذهن مجرمان - ۲۰۰۶